# Tina Gharavi
Tina Gharavi (Teerão, 1 de julho de 1972) é uma cineasta e roteirista iraniana. Como reconhecimento, recebeu indicação ao BAFTA 2013.